# Rail Corporation New South Wales
Rail Corporation New South Wales, förkortat Railcorp och av myndigheten skrivet RailCorp, är en myndighet i New South Wales i Australien som tillhandahåller av delstaten ägda järnvägar och järnvägsfordon. Mellan 1 januari 2004 och 30 juni 2013 körde den även tåg under varumärkena Cityrail och Countrylink.